# Ostrá Lúka
Ostrá Lúka – wieś (obec) w powiecie zwoleńskim w kraju bańskobystrzyckim na Słowacji.

## Położenie
Położona jest na północnym skraju Kotlinie Plieszowskiej, na styku Gór Szczawnickich i Javoria, ok. 13 km na południowy zachód od Zwolenia. Leży na wysokości 462 m n.p.m.

## Historia
Pierwsze wzmianki o wsi (pod nazwą Stroluca) pochodzą z wykazów dziesięcin kościelnych z lat 1332–1337. W roku 1393 dostała nową nazwę Ostralica. Na początku XV w. wchodziła w skład „państwa” feudalnego z siedzibą w zamku Dobrá Niva, natomiast od końca tego wieku należała do rodziny Ostroluckých. W latach 1582 i 1668 płaciła daniny Turkom. Mieszkańcy zajmowali się głównie rolnictwem. W XVIII w. uzyskała status miasteczka.
W dawnych wydawnictwach podawane są z Ostrej Lúki ruiny gotyckiego kościoła z XIV w. Został on opuszczony zapewne już z końcem XVII w. Godnym uwagi obiektem był we wsi jeden z tzw. kościołów artykularnych, który miejscowi protestanci zbudowali tu w 1742 r., prawdopodobnie na miejscu jakiejś starszej budowli z 1682 r. Kościół, przebudowany na początku XX w., spłonął w czasie II wojny światowej.

## Zabytki
Z zabytków zachował się we wsi późnorenesansowy kasztel, wybudowany w latach 1636–1641 przez Melichara Ostrolucký'ego.  W II połowie XVIII w. częściowo przebudowany. Murowany, czworoboczny, nakryty dachem łamanym. Zachowały się dwie okrągłe narożne wieże ze strzelnicami. Po roku 1813 kasztel posiadał Mikulaš Ostrolucký, którego córka Adela była przyjaciółką Ľudovíta Štúra. Ich związek opisuje Ľudo Zúbek w swojej książce pt. „Jar Adely Ostroluckej” (Wiosna Adeli Ostroluckiej, 1957). We wsi, na cmentarzu w miejscu wspomnianego kościoła artykularnego, znajduje się współczesny grób, w którym spoczywają szczątki owej Adeli(31.03.1824 – 17.3.1853).
We wsi zachował się także drugi kasztel, barokowo-klasycystyczny z drugiej połowy XVIII w., przebudowany w wiekach XIX i XX.
We wsi znajduje się znane źródło wody, nazywane „Červený kameň” (Czerwony Kamień), o niespotykanym gdzie indziej w Europie składzie chemicznym rozpuszczonych w niej minerałów. Tu rośnie również na najbardziej na północ wysuniętym stanowisku na Słowacji okaz kasztana jadalnego.